# Carl Otto Rechenberg

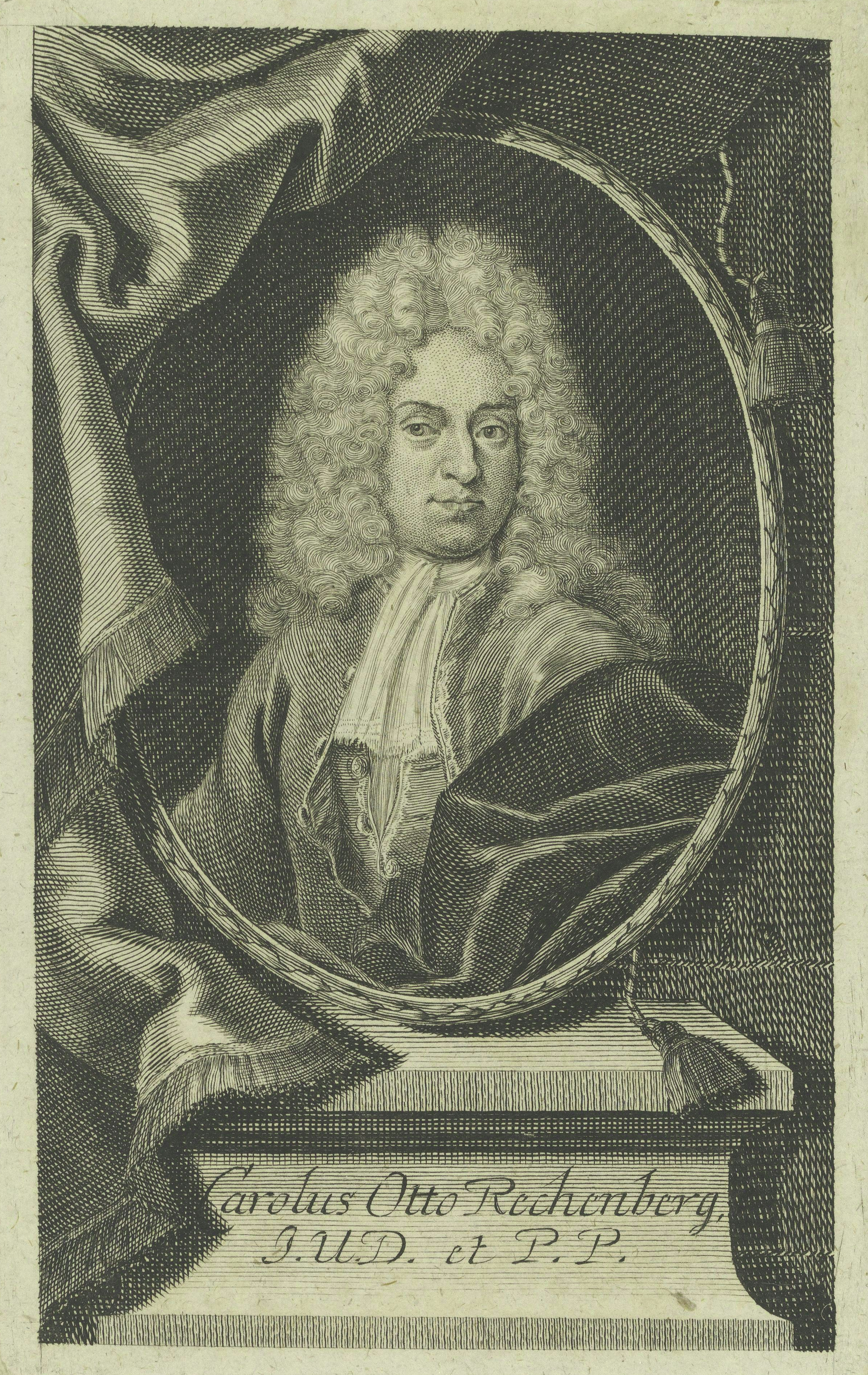
Carl Otto Rechenberg

Carl Otto Rechenberg (* 26. November 1689 in Leipzig; † 7. April 1751 ebenda) war ein deutscher Rechtswissenschaftler, Dichter und Historiker.

## Leben
Carl Otto war der einzig überlebende Sohn des Adam Rechenberg. Seine Mutter war Susanne Katherina († August 1726), die Tochter des Theologen Philipp Jacob Spener, welche viel Wert auf seine Erziehung legte und ihn durch Privatlehrer sowie an der Thomasschule Leipzig ausbilden ließ. Bald hatte er sich das Rüstzeug erworben, die Universität Leipzig zu beziehen, wo er philosophische und juristische Vorlesungen bei Gottfried Olearius, Johann Burckhardt Mencke, Christian Wolff, Lüder Mencke, Christian Gottfried Franckenstein (1661–1717), Christoph Schreiter und Gottlieb Gerhard Titius (1661–1714) besuchte.
1709 erwarb er den akademischen Grad eines Magisters der Philosophie und promovierte 1710 an der Universität Wittenberg zum Doktor der Rechte. Zurückgekehrt nach Leipzig, hielt er Vorlesungen zur Geschichte und der Rechtswissenschaft, die gut besucht wurden. Daher übertrug man ihm 1711 die neueingerichtete Professur des Natur- und Völkerrechts. 1715 wurde er ordentlicher Professor mit dem Titel de Verborum Significatu et Regulis Juris. 1720 stieg er zum Professor der Instituten und der Pandekten auf. Damit verbunden war er Kanoniker der Stifte in Naumburg und Zeitz, sowie Beisitzer am Oberhofgericht in Leipzig.
Nachdem er 1723 auch das Amt eines Großpropstes (Präpositi Magni) der drei alten Dorfschaften erwarb, erlangte er 1727 die Professur des Kodex mit dem verbundenen Kanonikat in Meißen. 1734 wurde er schließlich Professor der Dekretalien sowie oberster Beisitzer am Oberhofgericht. 1735 ernannte man ihn zum königlich polnischen und kurfürstlich sächsischen Hof- und Justizrat. Der fesselnde Rhetoriker trat auch als Dichter und Historiker in Erscheinung. Rechenberg war im Wintersemester 1717 auch Rektor der Alma Mater.

## Familie
Rechenberg war zwei Mal verheiratet. Seine erste Ehe schloss er am 26. November 1715 mit Magarethe Regine († 30. November 1720 in Leipzig), der Tochter des Leipziger Juristen Dr. Leonhard Baudis (* 18. Februar 1651 in Liegnitz; † 8. November 1709 in Leipzig). Seine zweite Ehe ging er 1726 mit Christiane Sophie Schneider, verwitwete von Seelen, ein.

## Werke (Auswahl)

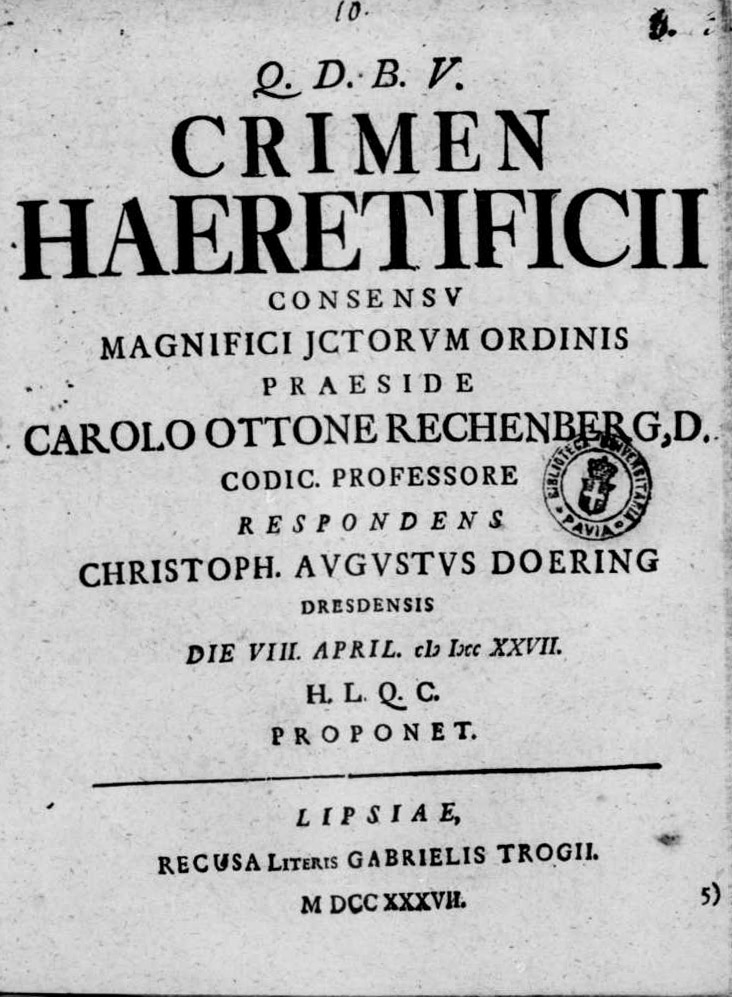
Crimen haeretificii, 1737

- Institutiones Juris prudentiae naturalis
- Regulae iuris privati quo utimur nauralis romani canonici patrii. Leipzig 1726
- Institutiones iuris publici.
- Crimen haeretificii. Gabriel Trog, Leipzig 1737 (Latein, beic.it).
- Ordinarius senior et ceteri doctoris facultatis iuridicae memoriam Bornianam d. XII. Iunii MDCCXXXVIII solemnia oratione celebrandam indicunt. Leipzig 1738 (Online)